# Extra 260

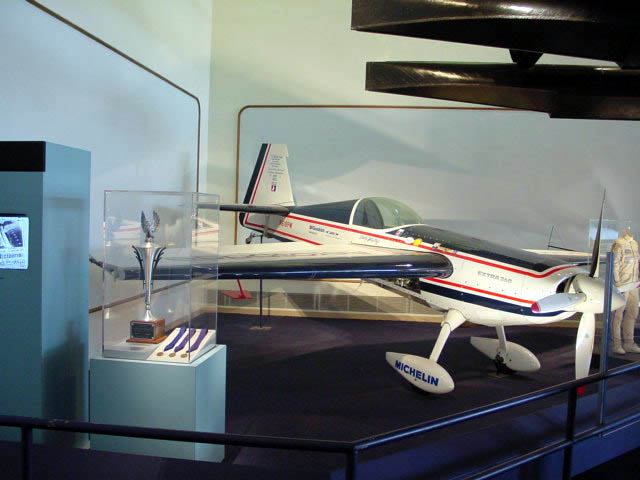
Extra 260

Die Extra 260 ist ein Sport- und Kunstflugzeug. Die von Extra Aircraft gebaute Maschine ist die Vorläuferversion der Extra 300. Ihr Vierzylinder-Boxermotor leistet 260 PS. Es wurden nur sechs Exemplare ausgeliefert.
Eine Extra 260 ist im National Air and Space Museum in Washington, D.C. ausgestellt. Es ist die Maschine der weltbekannten Kunstflugpilotin Patty Wagstaff, die damit die U.S. National Aerobatic Championship 1991 und 1992 gewann.
Heute ist die Extra 260 vor allem in der Modellflugszene zu finden.